# Бессарабська кухня

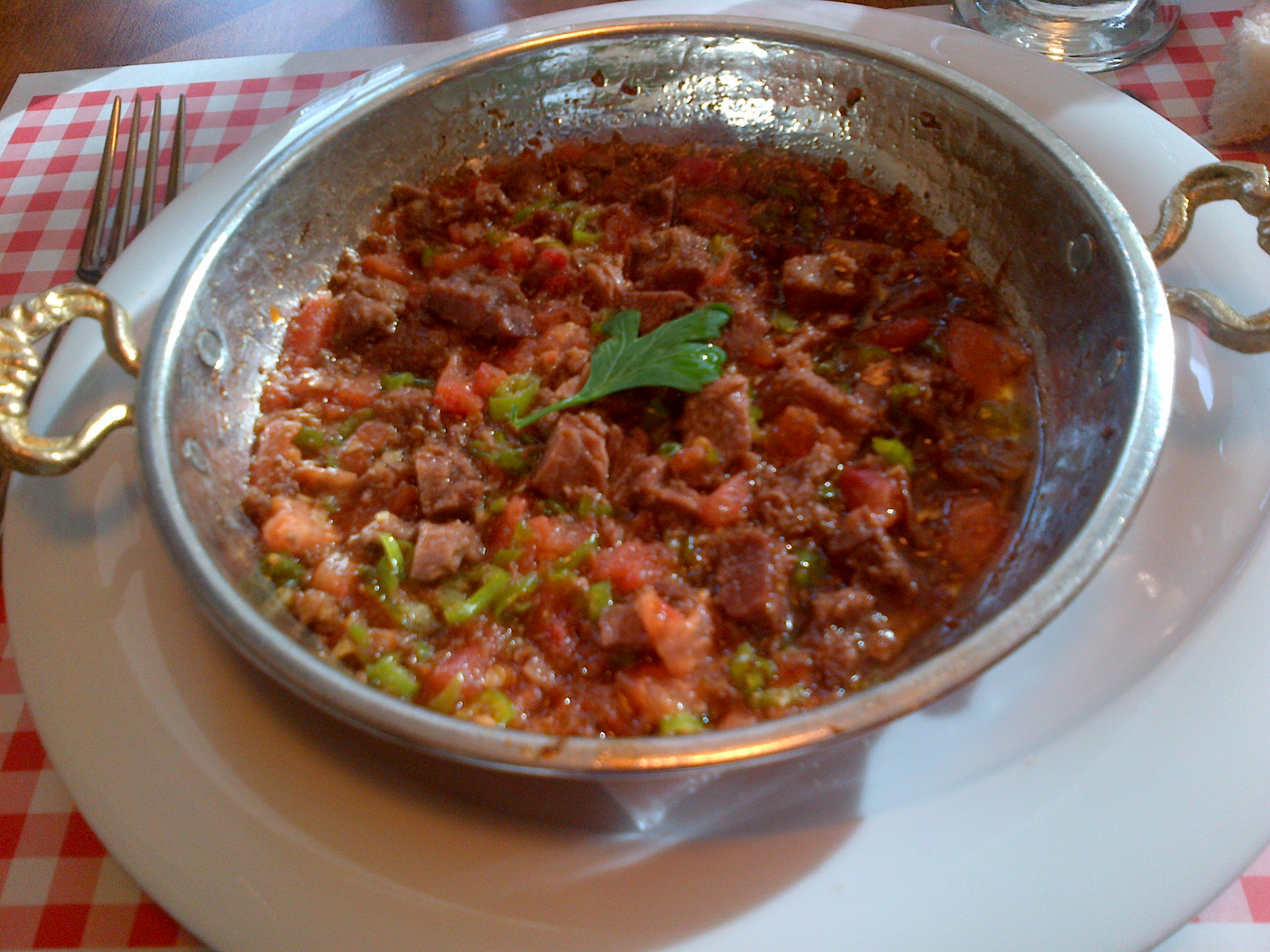
Гаряча каварма

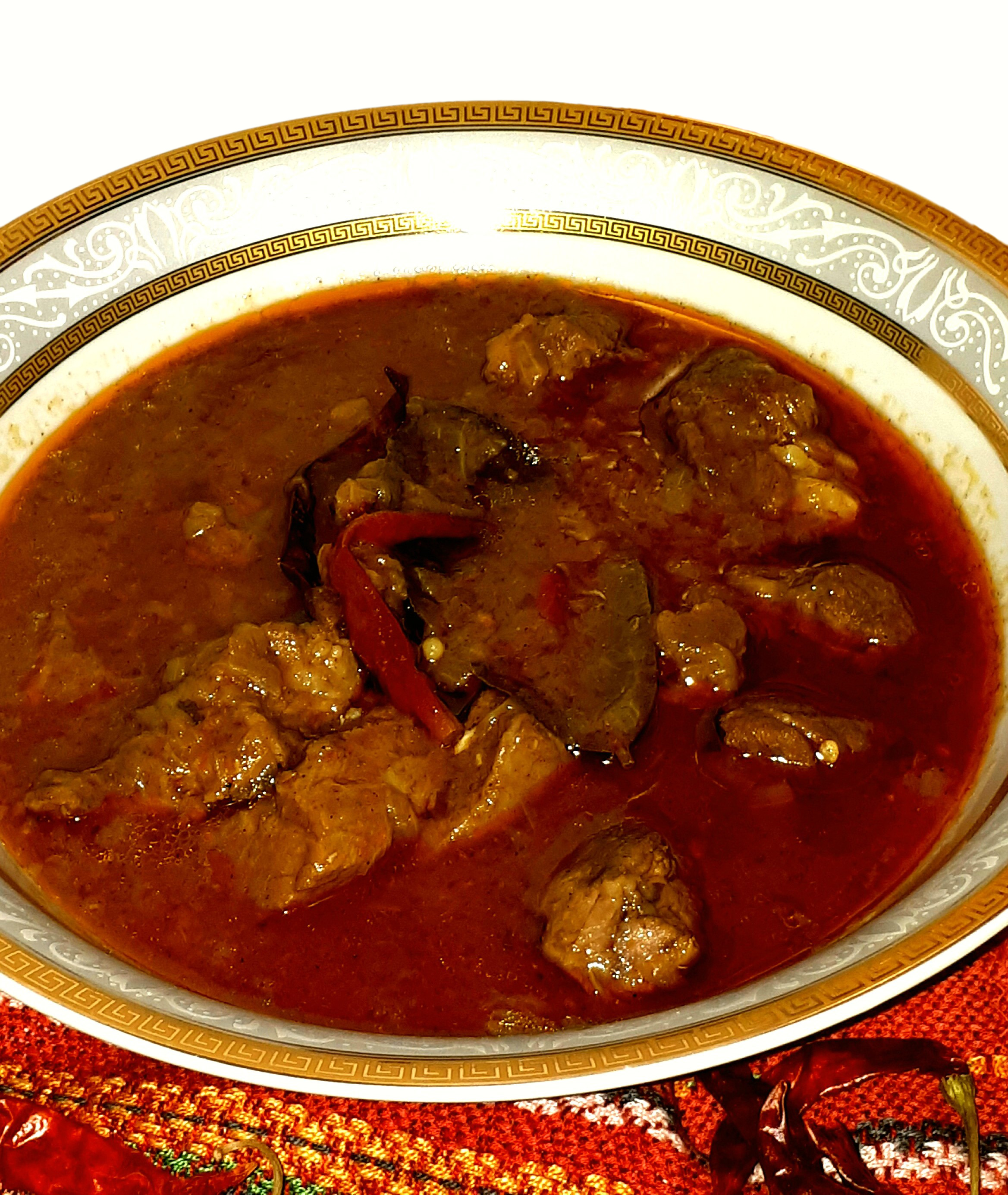
Яхнія

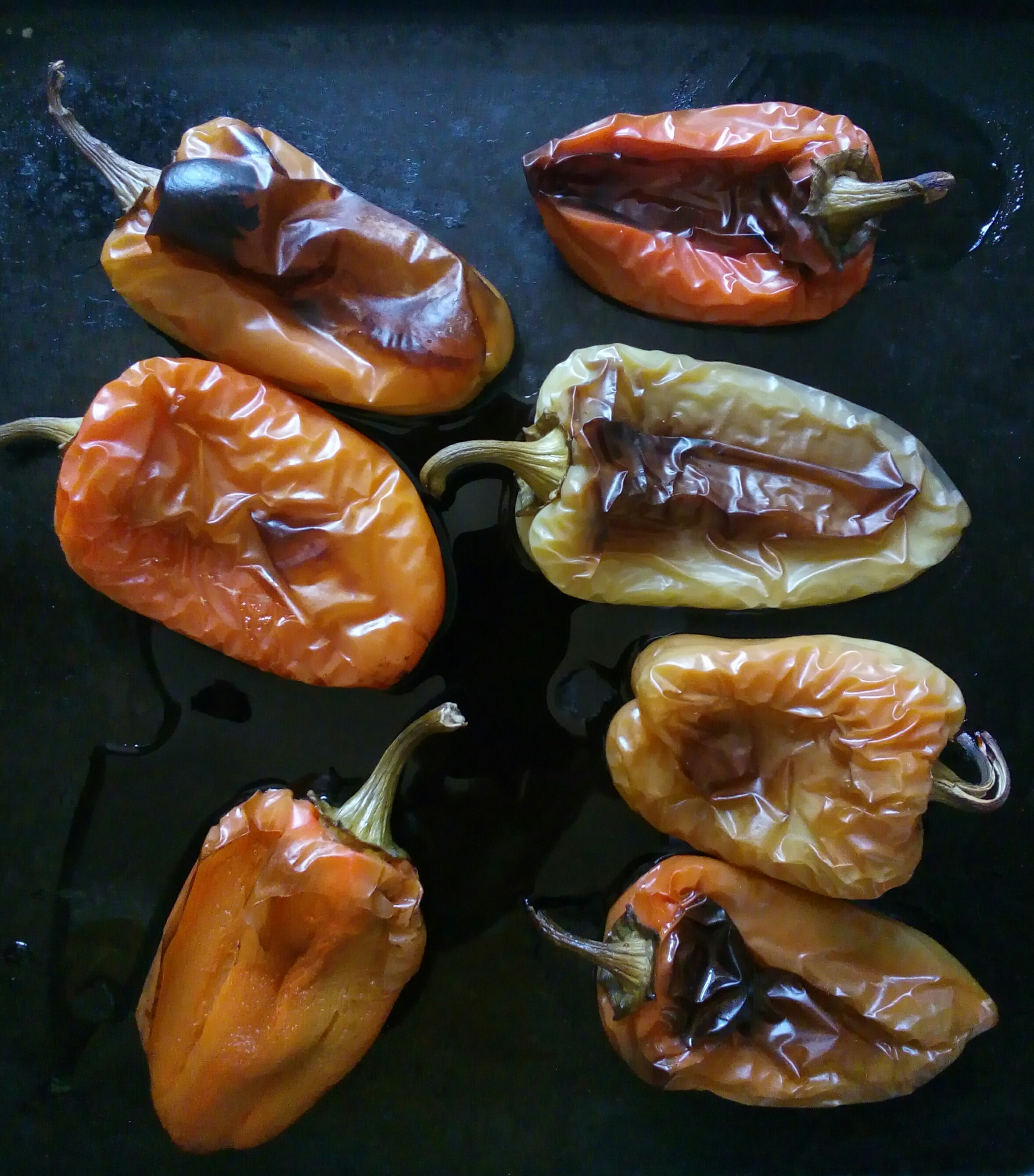
Смажений болгарський перець та страви на його основі типові для кухні Бессарабії

Бессара́бська ку́хня  — регіональна кухня, що склалася на теріторіїї української Бессарабії. Аккумулює у собі страви молдовської, української, єврейської, гагаузської, албанської та болгарської кухонь з місцевими змінами.
Етнічно регіон є вельми різноманітним, з великим сільським населенням. Компактне проживання обумовлює зберігання традицій, у тому числі й кулінарних. У болгарських селах зазвичай готують традиційні болгарські страви, у молдавських — молдавські. При тому, завдяки міжетнічній взаємодії відбуваються і кулінарні запозичення. Так, український борщ — частий гість у меню жителів Бессарабії. За століття османської окупації у кухні регіону з'явилися й страви з турецької, арабської, перської та грецької кухні. Це анатолійсько-турецькі чорба, яхнія, кебаб, гювеч

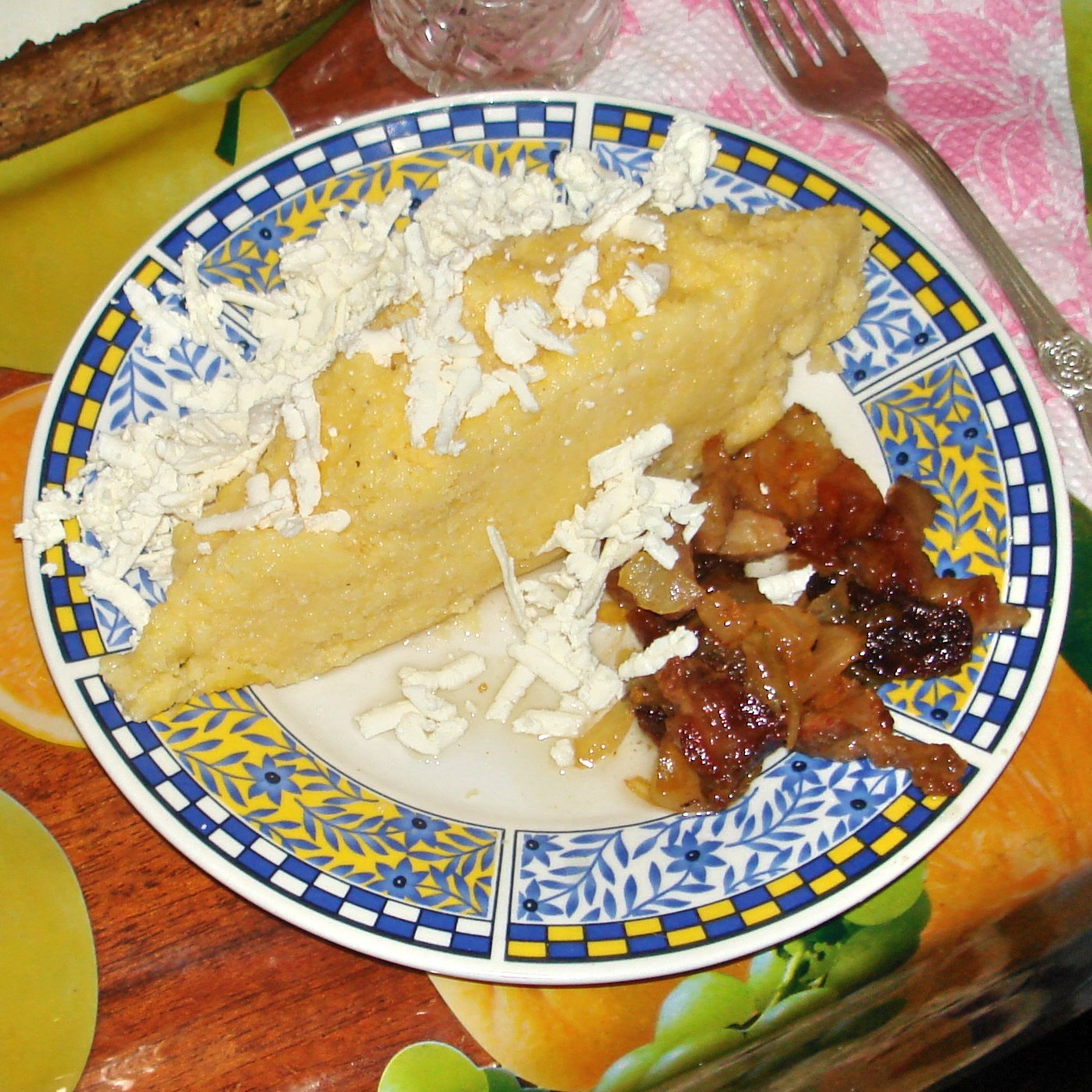
Мамалига з бринзою та шкварками

## Особливості бессарабської кухні
При цьому кухня Бессарабії має свої особливі риси. Бессарабська кухня характеризується безліччю овочевих страв з солодкого перцю, помідорів, баклажанів, кабачків, огірків. Традиційними в раціоні є фаршировані овочі (фарширований перець, долма), фарш може бути м'ясним, овочевим, змішаним, або з крупи з овочами та м'ясом. До речі, окрім кукурудзи з якої роблять улюблену у Бессарабії мамалигу та ще багато страв, у регіоні поширений рис, який тут вирощують завдяки багатим водним ресурсам. Іншою особливістю бессарабської кухні є широке використання бринзи, вона використовується в багатьох стравах, а також подається окремо.
У бессарабській кухні традиційно на першому місці була баранина, але свинина та яловичина також широко використовуються.
Регіон знаходиться на берегах Дунаю, Дністра, Прута, має вихід до Чорного моря, і риба з давнини є важливим продуктом харчування для місцевих жителів. Спеціалітетом регіону є вилковська дунайка (оселедець), щуча ікра. Борщ готують з рибою, уху з томатним соком й солодким перцем, а особливу уху по-бессарабськи подають з часниковим соусом саламур.
Ще один місцевий спеціалітет — смажені жаб'ячі лапки, притаманний мешканцям Подунав'я та гурманам Одещини.

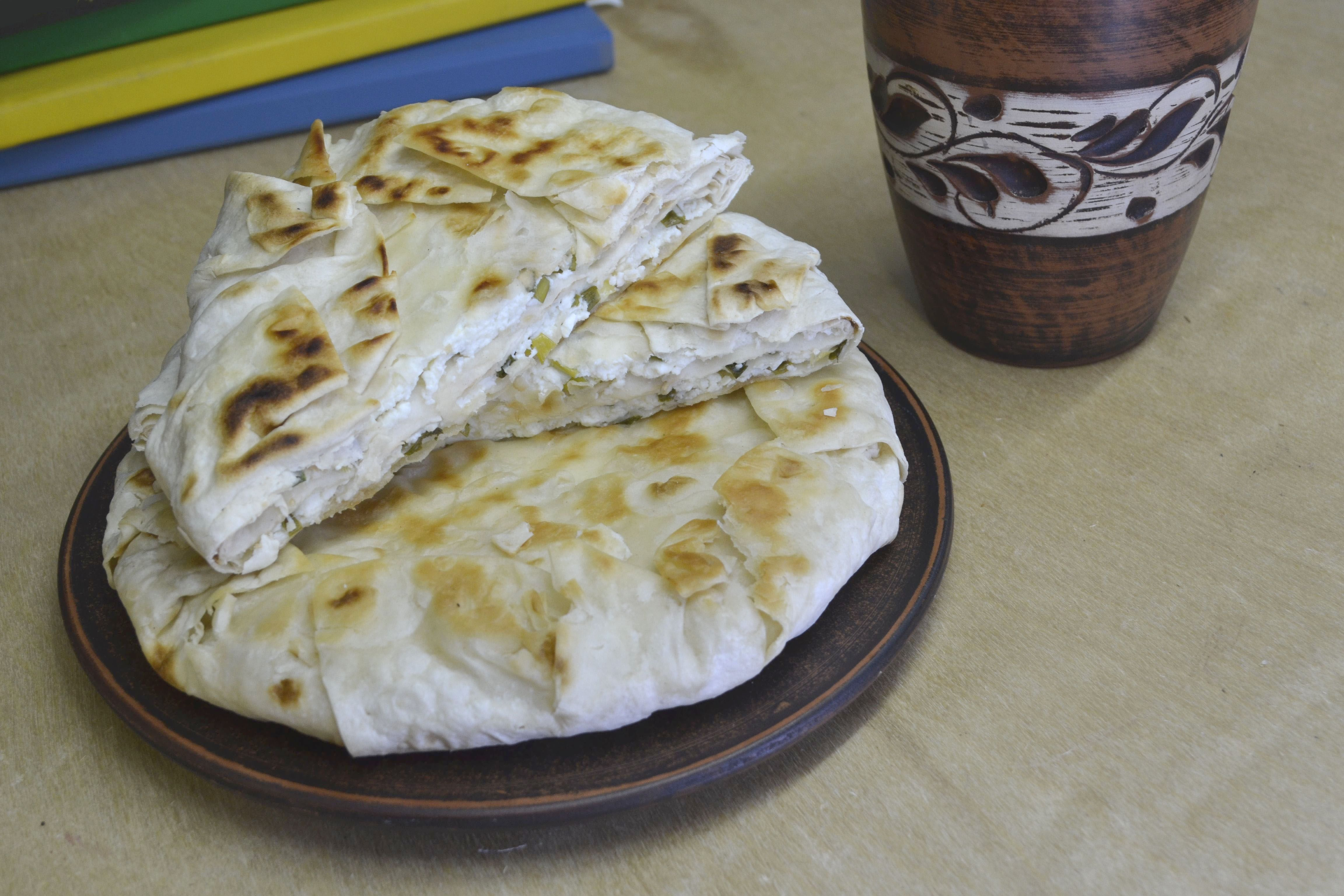
Плачинда

Типовою випічкою є молдавські вертута й плацинда (плачинда), болгарскі роговачки (ругувачки) та міліна, гагаузські вергуни геврек.
З напоїв на першому місці стоїть вино, адже Бессарабія — славнозвісний виноробний регіон. Виноробство у регіоні було започатковане ще давними греками. Зараз вино роблять у приватних домогосподарствах, невеличких виноробнях та великих підприємствах
.
Також вживають типові для української та молдавської кухні узвар, кисляк.

## Гастротуризм
У 2019 був створений проект «Дороги смаку та вина Української Бессарабії»: цей еногастрономічний маршрут об’єднав десятки місцевих сироварів, виноробів, пекарів, власників етносадиб .

## Типові страви
- Мамалиґа
- Попара
- Баниця
- Пастрома
- Манджа
- Мірудія
- Каварма